# Coupe de France féminine de handball 1998-1999
Navigation
1997-1998 2000-2001
La coupe de France 1998-1999 est la 9e édition de la coupe de France féminine de handball, compétition à élimination directe mettant aux prises des clubs de handball amateurs et professionnels affiliés à la Fédération française de handball.
Le tenant du titre, l'ASPTT Metz, conserve la coupe en disposant en finale du HBC Nîmes 21 à 16. Metz remporte son 4e titre dans la compétition.

## Résultats

### Premiers tours
Les matchs et résultats ne sont pas connus. Néanmoins :
- l'ASPTT Metz a battu le Stade français Issy-les-Moulineaux en demi-finale[1]
- l'ES Besançon a été battu en quart de finale[1].

### Finale
| 24 mai 1999 | ASPTT Metz (D1) | 21 – 16 | HBC Nîmes (D1) |  |

## Vainqueur
| Vainqueur de la Coupe de France 1998-1999 ASPTT Metz 4e victoire |